# William Allen (guvernör)

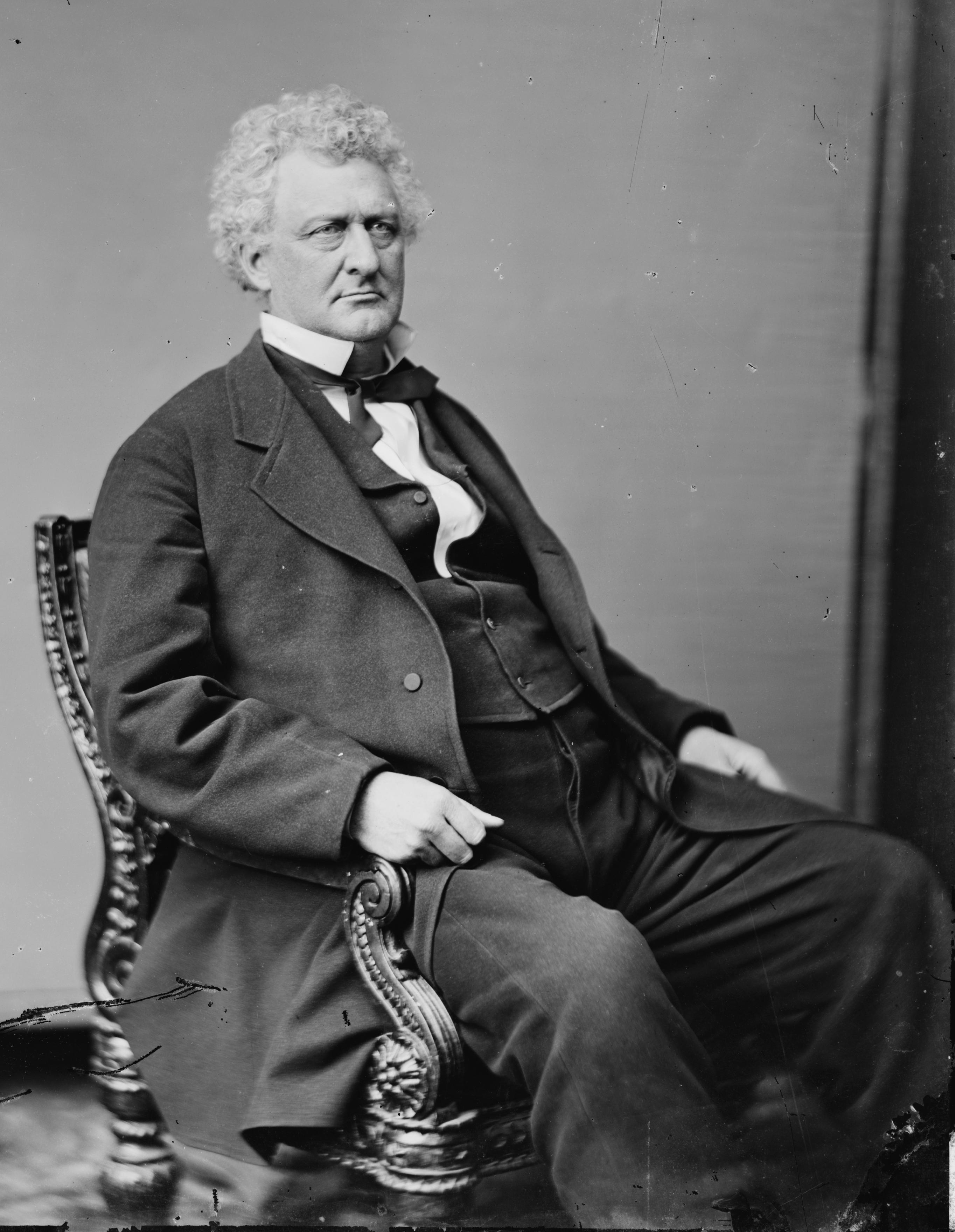
William Allen (guvernör)

William Allen, född den 18 eller 27 december 1803 i Edenton, North Carolina, död den 11 juli 1879 i Ross County, Ohio, var en amerikansk demokratisk politiker. Han representerade delstaten Ohio i båda kamrarna av USA:s kongress, först i representanthuset 1833-1835 och sedan i senaten 1837-1849. Han var den 31:a guvernören i Ohio 1874-1876.
Allen studerade juridik och inledde 1827 sin karriär som advokat i Ohio. Han representerade Ohios sjunde distrikt i representanthuset 1833-1835. Han efterträdde 1837 Thomas Ewing som senator för Ohio. Han omvaldes 1843. Allen kandiderade 1849 igen till omval men förlorade mot Salmon P. Chase.
Allen besegrade ämbetsinnehavaren Edward F. Noyes i guvernörsvalet 1873. Han kandiderade två år senare till omval men förlorade mot republikanen Rutherford B. Hayes.
Allen var känd för sina hetsiga tal och anses vara upphovsman till slagordet "54° 40’ eller krig!" i Oregongränstvisten med Storbritannien 1846. Som guvernör var han förfäktare av "Ohio-idén" om oinlösbart pappersmynt.
Senator Allen G. Thurman, demokraternas vicepresidentkandidat i presidentvalet i USA 1888, var William Allens systerson.